# Трамвай
Трамва́й (англ. tramway, від tram — вагон, візок, і  way — шлях, амер — streetcar, trolley) — рейковий наземний вид маршрутного міського громадського транспорту, переважно вуличний, призначений на переміщення людей у межах міста та міських агломерацій. При правильній організації дорожнього руху та якісному обслуговуванні є найефективнішим видом міського вуличного громадського транспорту з погляду кількості пасажирів, перевезених за годину. 
Останніми роками у світі також набуває все більшої популярності термін Легкорейковий транспорт (LRT або ж Швидкісний трамвай), яким позначаються трамвайні системи, ефективність яких доведена до максимуму за рахунок якнайбільшої пріоритезації у русі та збільшенню ємності рухомого складу. Сучасний трамвай є одним з ключових елементів транзитно-орієнтованого розвитку.
Станом на 2018 рік згідно звіту UITP у світі діє 389 трамвайних та LRT систем, 149 з яких були запущені після 2000 року - найбільше серед них у Китаї (28), США (27), Франції (22), Іспанії (10), Італії та Туреччині (по 8).
Загалом же найбільша кількість трамвайних та LRT систем зараз діє у таких країнах, як Німеччина (60), США (51), Китай (32) та Франція (30). В Україні трамвайні системи є у 18 містах.
Трамваї виникли в першій половині XIX століття, електричні — наприкінці XIX століття. Після розквіту, що припав на період між світовими війнами, стався занепад трамваїв, однак із кінця XX століття у західних країнах спостерігається значне зростання популярності трамваїв.
Електрифіковану трамвайну систему винайшов український винахідник Федір Піроцький. Він запропонував та пізніше впровадив разом з Карлом Генріхом фон Сіменсом систему, що складалась з вагону чи поїзду в складі кількох вагонів цього виду транспорту, де в одному або в декількох з вагонів розміщувались двигуни, що живляться від підвісної контактної мережі.
Більшість трамваїв використовують електричний струм, що надходить через повітряну контактну мережу за допомогою струмоприймачів. Існують також трамваї з живленням від третьої рейки та акумуляторні трамваї. Крім електричних, існують ще кінні (конки), кабельні (Фунікулер) й дизельні трамваї. Колись існували пневматичні, парові й бензомоторні трамваї, а також трамваї на муловій і зебровій тязі.

## Історія

### До Першої світової війни
Зі зростанням міст і промислових підприємств, з віддаленням жител від місць роботи та зі зростанням мобільності містян — у XIX столітті постала гостро проблема міського транспортного сполучення. І невдовзі омнібуси стали витіснятися вуличними кінними залізницями (конками): перша у світі конка відкрилася 1828 року в місті Балтимор (США). Та затим що застосування коней сполучено з безліччю незручностей, не припинялися спроби використати в трамваях інший різновид механічної тяги. У США популярна стала канатна тяга, котра збереглася як пам'ятка й до наших днів у Сан-Франциско. Пробували навіть перенести на вулиці міст залізниці на паровій тязі — та досвід був загалом невдалий і не одержав узагалі поширення.
Досягнення фізики у галузі електрики, розвиток електротехніки й винахідницька діяльність Ф. А. Піроцького у Санкт-Петербурзі та В. Сіменса у Берліні призвели до створення першої пасажирської електричної трамвайної лінії між Берліном і Ост-Ліхтерфельде (нині район Берліна) у 1881, побудованою електротехнічною компанією Сіменса. У 1885 в результаті роботи американського винахідника Л. Дафта — та незалежно від Сіменса й Піроцького — електричний трамвай з'явився і в США.
Оскільки електричний трамвай виявився прибутковою справою, почалося його бурхливе поширення світом. Сприяло цьому також створення практичних систем струмознімання (штанговий струмознімач Френка Спрейга і бугельний струмознімач Сіменса).

### Трамвай в українських містах
Перша трамвайна лінія на території України була побудована у Львові, а перша пробна поїздка кінного трамваю відбулася 25 листопада 1879 року.

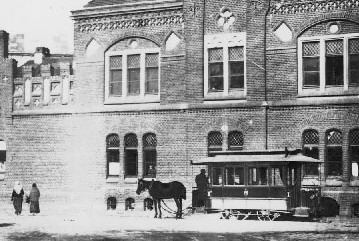
Трамвай на площі Митній у Львові (кінець XIX століття)

Ретро-трамвай у Вінниці

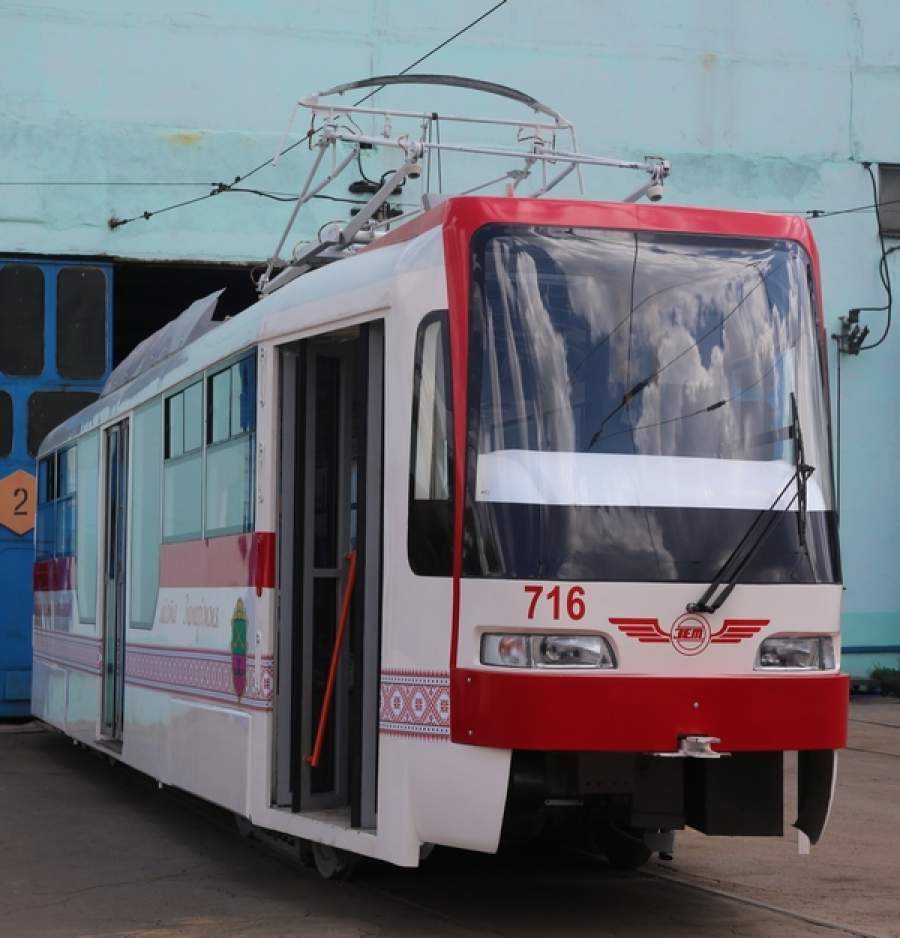
T3UA-3-ЗП у Запоріжжі

Електрифіковану трамвайну систему розробив український винахідник Федір Піроцький. 1892 року у Києві з'явився перший електричний трамвай. Другою на території сучасної України — та четвертою в Австро-Угорщині — стала львівська трамвайна система, впроваджена 1894 року. У травні 1897 року було відкрито трамвайний рух у Житомирі  — спочатку курсував вантажний трамвай, а з 22 серпня 1899 року — пасажирський трамвай. Серед інших українських міст, де запущено трамвай — це Кропивницький та Чернівці (1897—1967), 1899 року трамвай з'явився і в Кременчуці, проте до сьогодні у цих містах трамвай не зберігся. 
На теперішній час трамвайні господарства існують в 18 містах України: Вінниці, Горлівці, Дніпрі, Донецьку, Дружківці, Євпаторії, Єнакієвому, Житомирі, Запоріжжі, Кам'янському, Києві, Конотопі, Кривому Розі, Львові, Маріуполі, Миколаєві, Одесі та Харкові. Ще у трьох містах України — Авдіївці, Краматорську та Костянтинівці трамвайний рух зупинено. Причини зупинки руху трамваїв різні — в Авдіївці в депо знаходиться більше двох десятків трамваїв, проте саме місто знаходиться в прифронтовій зоні. У Краматорську було ухвалено рішення про закриття трамвайного руху на користь тролейбусного, проте самі вагони не утилізовані. У Костянтинівці також закрито трамвайний рух, однак збережено депо і кілька вагонів.
Раніше існували трамвайні лінії в Бердичеві (кінний), Білгород-Дністровському (кінний), Вуглегірську, Кадіївці (Стаханов), Керчі, Луганську, Макіївці, Ніжині, Сімферополі, Севастополі, Святогірську, Чернівцях, селищі Молочне, а також Коломийський приміський трамвай.
Згідно з проведеним у 2024 році дослідженням ГО "Vision Zero" у 2023 році в Україні налічувалося 18 чинних трамвайних систем, з яких 5 перебували в тимчасовій окупації російськими військами. 13 систем на підконтрольній уряду України території складалися зі 106 маршрутів загальною протяжністю 2103 км. 
Крім цього, в дослідженні виявили, що номінальна швидкість руху трамваїв у більшості міст України у 2023 році не відповідала мінімальним вимогам державних будівельних норм (ДБН Б.2.2-12:2019 "Планування та забудова територій"), і становила 13,5 км/год (серед 13 проаналізованих міст).

### Міжвоєнний період
Після війни у трамвая з'являються потужні конкуренти — автомобіль й автобус. Автомобілі ставали дедалі доступнішими за ціною, автобуси — технічно досконалішими. У пожвавленому вуличному русі класичний трамвай з одного боку став зазнавати перешкод від автотранспорту, а з іншого  — і сам створював незручність. Прибутки трамвайних компаній стали падати. 1929 року в США президенти трамвайних компаній провели конференцію, на якій ухвалили рішення щодо виробництва серії уніфікованих, значно вдосконалених вагонів, що одержали найменування PCC. Ці вагони, що вийшли у світ у 1934 році, відкрили нові обрії у технічному оснащенні, зручності й зовнішньому вигляді трамвая, обумовивши всю історію розвитку трамвая на довгі роки вперед.
У багатьох країнах встановився погляд на трамвай як на відсталий, незручний вид транспорту, що не личить сучасному місту. Почалося згортання трамвайних ліній. В Парижі міський трамвай було закрито в 1937 році. В Лондоні трамвай проіснував до 1952 року, ліквідовували трамвайні мережі й у багатьох інших містах. Часто трамвай замінявся тролейбусом, однак і цей вид транспорту незабаром закривався, не витримуючи конкуренції з автомобільним транспортом.
У передвоєнному СРСР також встановився погляд на трамвай як на відсталий транспорт, однак недоступність автомобілів для простих громадян робила трамвай більш конкурентноздатним у порівняно слабкому вуличному русі. Там, де трамвай забирали з парадних вулиць і проспектів, його обов'язково переносили на сусідні маленькі вулиці й провулки.

### Після Другої світової війни
Після Другої світової війни процес ліквідації трамвая продовжувався: лінії, ушкоджені війною, як правило, не відновлювалися. На лініях, які допрацьовували свій ресурс і на яких погано підтримувалися колії та не проводилася модернізація вагонів, — усе це на тлі зростання технічного рівня автомобільного транспорту посприяло негативному іміджу трамвая.

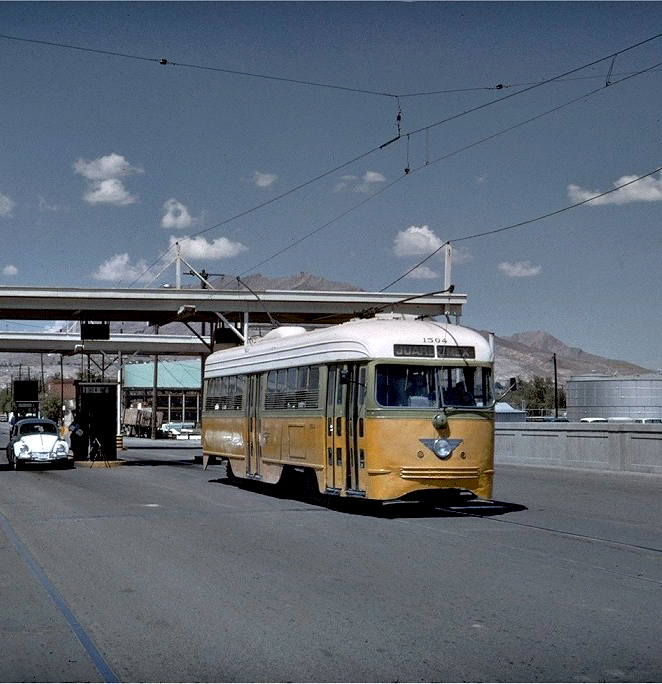
Трамвай в Ель-Пасо (США), 1960-ті рр.

Винятково добре трамвай продовжував себе почувати в Німеччині, Бельгії, Голландії, Швейцарії і країнах Східної Європи та СРСР. У перших трьох країнах одержали великого поширення системи змішаного типу, що сполучають у собі риси трамвая й метро («преметро»), — однак і в цих країнах не обійшлося згодом без закриття ліній та навіть цілих мереж.
Вже у 1970-ті роки XX століття у світі з'явилося розуміння того, що масова автомобілізація приносить проблеми — смоґ, затори, шум, дефіцит місця. Поступово транспортна політика стала переглядатися на користь громадського транспорту, попри те, що екстенсивний шлях вирішення цих проблем вимагав багато ресурсів і давав невелику віддачу.
На той час уже існували нові рішення в області організації трамвайного руху й технічні рішення, які робили трамвай цілком конкурентноздатним видом транспорту. Почалося відродження трамвая. Нові трамвайні системи були відкриті в канадських містах Торонто, Едмонтон (1978) і Калґарі (1981). В 1990-х років процес відродження трамвая у світі набрав повну силу. Знову відкрилися трамвайні системи Парижа, Лондона та інших провідних міст світу.

## Різновиди та особливості

### Односекційні та багатосекційні
За типом кузова трамваї поділяються на односекційні та багатосекційні. 

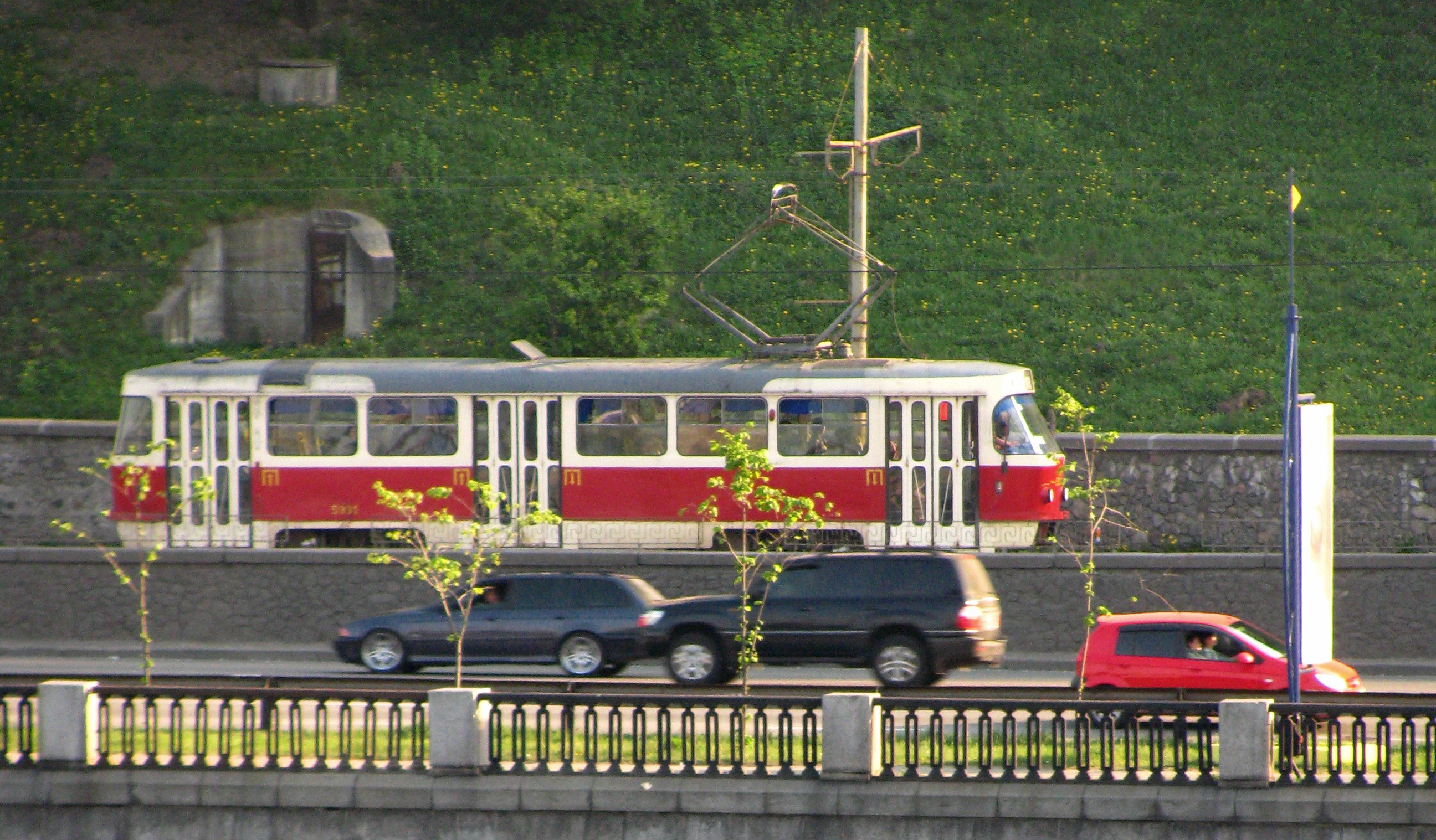
Трамвай Tatra T3, Київ

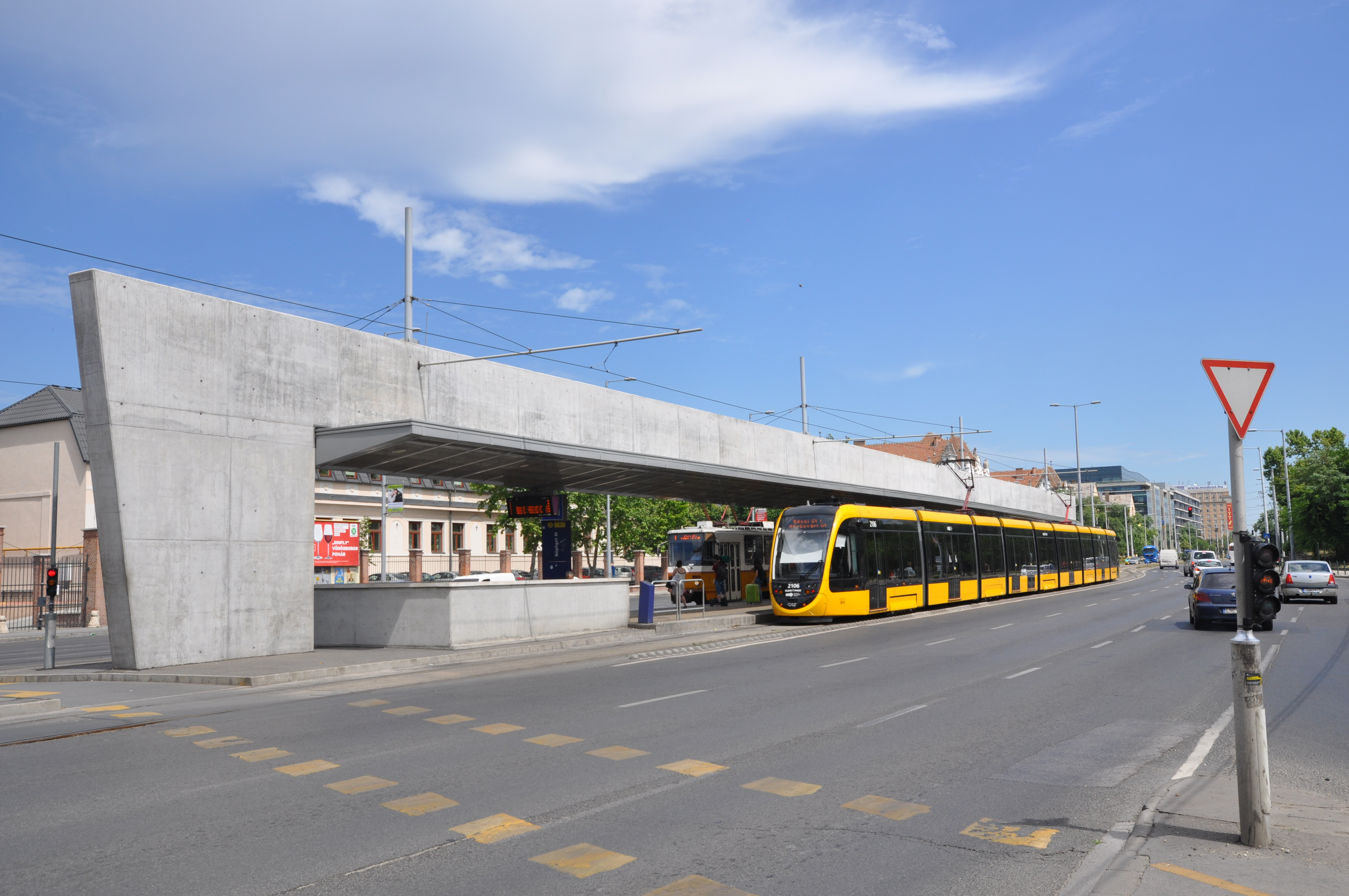
Трамвайний вагон CAF Urbos 3, Будапешт

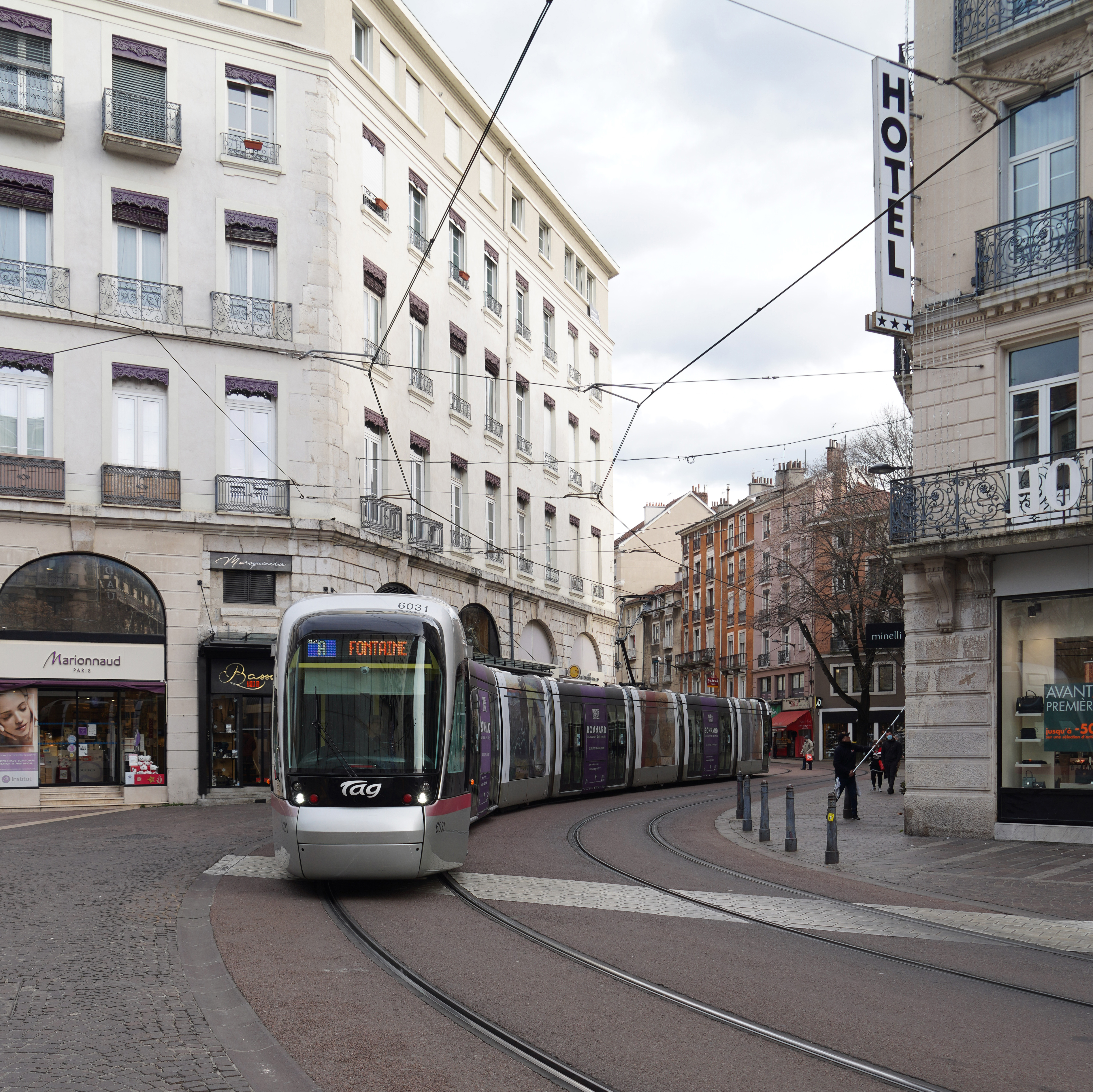
Трамвай Alstom Citadis, Гренобль, Франція

Односекційні мають суцільний жорсткий кузов, що обмежує їхню максимальну довжину на рівні 14-15 метрів. Одним з найпоширеніших трамвайних вагонів такого типу у світі є Tatra T3, яка зустрічається в тому числі і в Україні.
Багатосекційні (або ж зчленовані) трамвайні вагони стали наступним етапом розвитку, який мав на меті збільшити ємність вагонів зі збереженням їхньої маневреності. Корпуси таких трамваїв поділені на сегменти, з'єднані між собою гнучкими шарнірами, що дозволяє їм повертати та огинати рельєф місцевості. Вперше такі вагони з'явилися у 1912 році у Бостоні. Станом на зараз більшість нових трамвайних систем використовують саме такий тип вагонів, а найдовшими у світі є трамвайні вагони CAF Urbos 3, які працюють у Будапешті - вони складаються з 9 секцій, а їхня довжина сягає 56 метрів.

### Односторонні та двосторонні
Двосторонні трамвайні вагони мають кабіну водія з обох боків та пасажирські двері вздовж обох бортів. Завдяки цьому вони можуть рухатися з однаковою швидкістю у обох напрямках, а для зміни напрямку руху водію потрібно лише перейти у іншу кабіну. Це дозволяє обходитися без розворотних кілець на кінцевих зупинках, що економить міську землю, а також дає можливість поступово нарощувати маршрутну мережу, додаючи нові колії до вже наявних. Окрім цього такий тип вагонів дозволяє влаштовувати платформи зупинок з обох боків відносно колії, що значно розширює спектр можливих планувальних рішень.
На противагу до цього, односторонні трамвайні вагони мають кабіну водія лише з одного боку і пасажирські двері вздовж одного з бортів. Такі вагони мають більше місця для пасажирів у салоні, меншу вагу, а також є простішими у обслуговуванні та дешевшими за двосторонні аналоги. Але, відповідно, рух маршрутом вони можуть здійснювати лише у одному напрямку, а на кінцевих зупинках потребують розворотних кілець чи Y-подібних розв'язок.

### Низько- та високопідлогові
За висотою підлоги відносно рейок трамваї поділяються на високо- та низькопідлогові.
У високопідлогових трамваях через певні особливості конструкції підлога знаходиться на такій висоті, що для доступу пасажирів у салон необхідно облаштовувати сходинки, що робить його важкодоступним для маломобільних осіб та людей з інвалідністю. Зараз такий підхід вже не відповідає вимогам інклюзивності, тому, починаючи з 1990-х років, виробники поступово переключилися на виготовлення вагонів з низькою підлогою.
У низькопідлогових вагонах відсутні сходинки на вході, а висота підлоги від рівня рейки зазвичай коливається в межах 300-350 мм. У поєдннанні з правильним облаштуванням посадкових платформ це дозволяє забезпечити повністю безбар'єрний вхід, доступний у т.ч. для людей, що пересуваються у інвалідних візках. Влаштування низької підлоги можливе лише на певній частині трамвайного вагона, як компроміс між забезпеченням інклюзивності та зниженням його вартості.

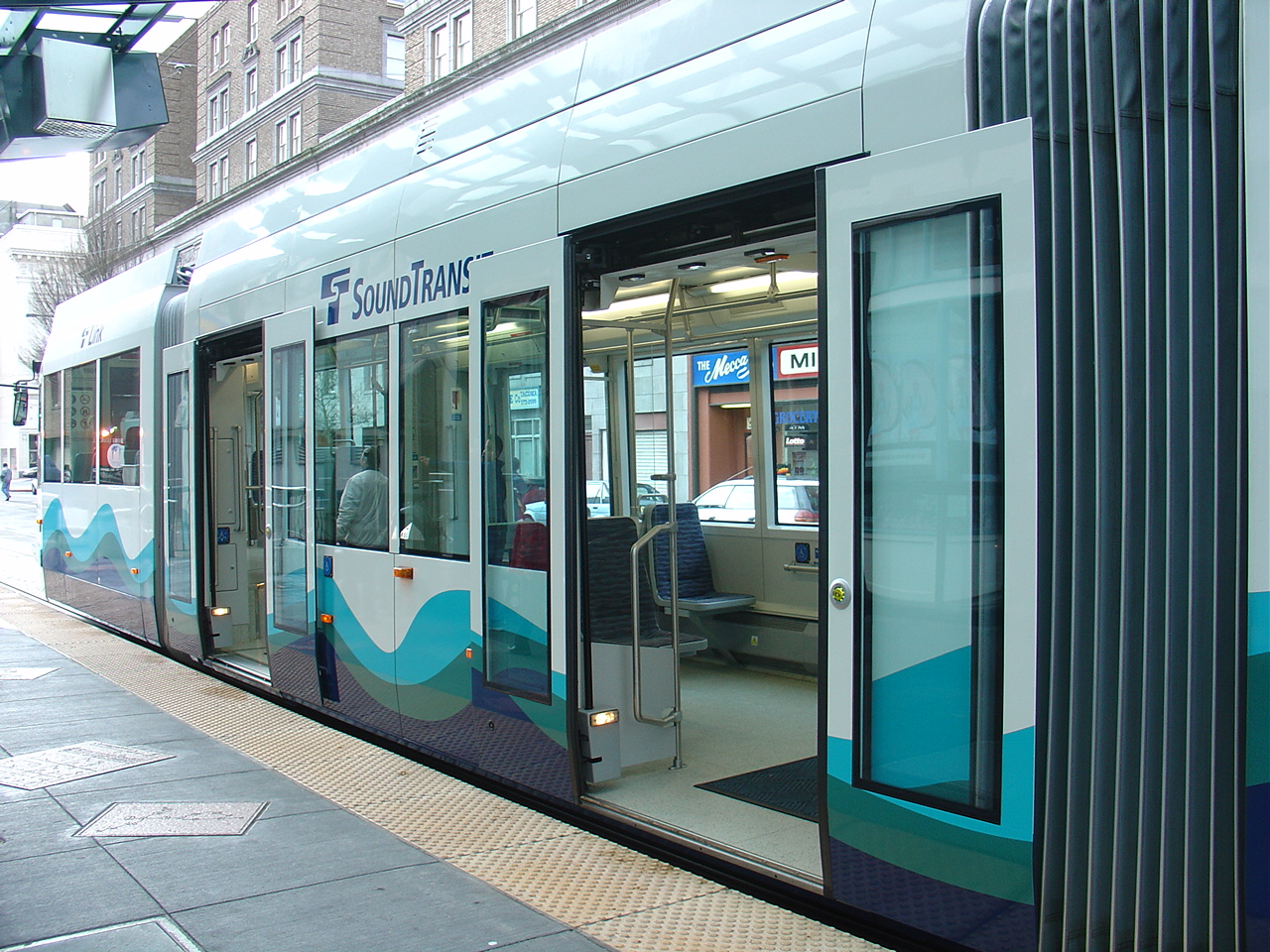
Низькопідлоговий трамвай у м. Такома, США

Можливою також є модернізація високопідлогових трамвайних вагонів з додаванням до них низькопідлогових вставок.

### Поворотні та неповоротні візки

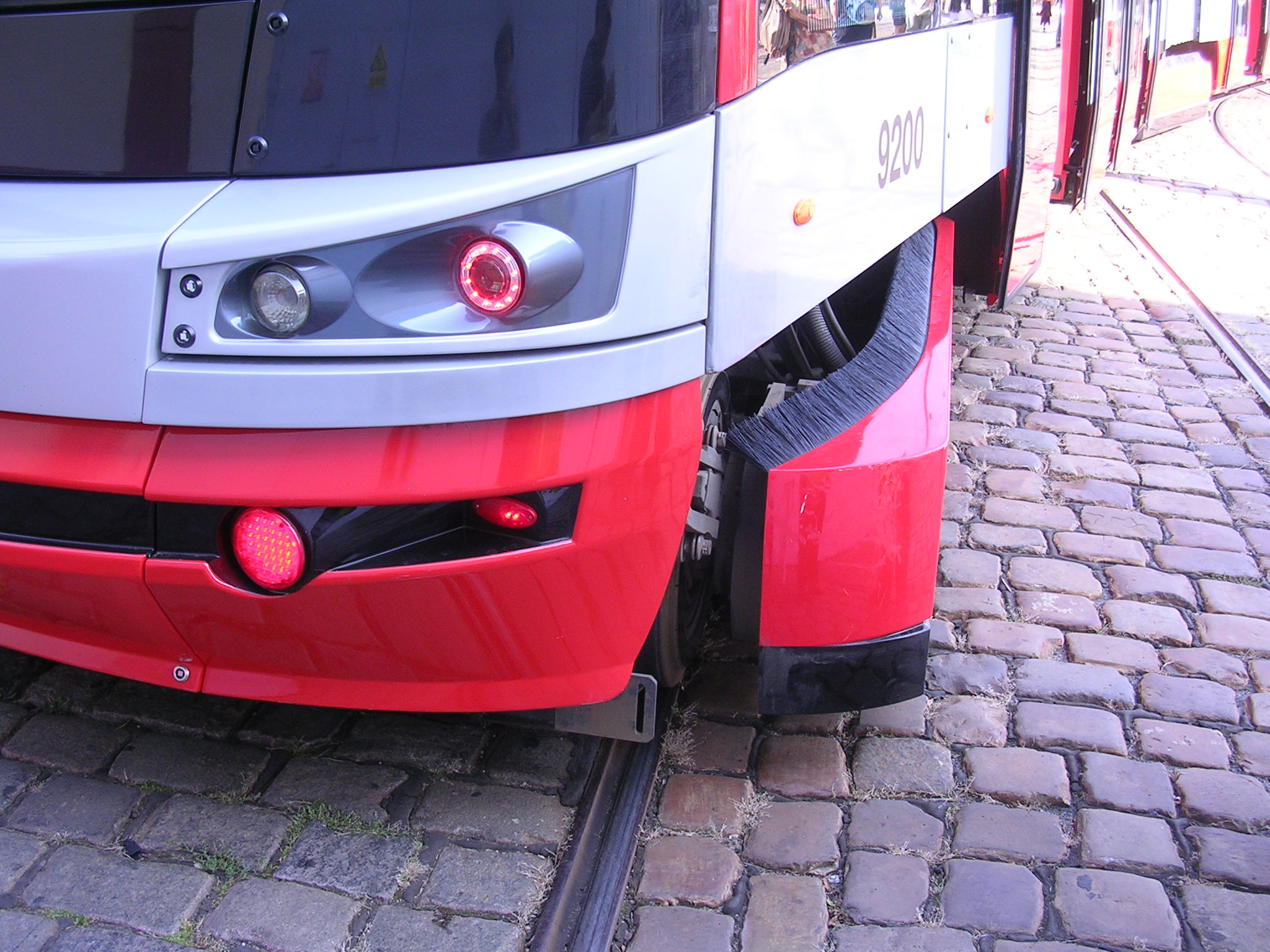
Трамвай Škoda 15T з поворотними візками

За типом ходової частини трамвайні вагони поділяються на такі, що використовують поворотні візки, неповоротні та їхні комбінації.
Поворотні візки кріпляться до корпуса за допомогою шарнірів, що дозволяє їм повертатися при проходжені кривих, що робить рух вагона плавнішим та знижує зношення рейок та коліс трамвая. Яскравим прикладом такої схеми є трамвай Škoda 15T.
Неповоротні візки жорстко закріплені до корпуса, що спричиняє більше зношення коліс та рейок у кривих, особливо малого радіусу. В Україні така схема використовується у конструкції трамваїв Електрон.

### Специфічні різновиди
Трамвай-поїзд - тип міського легкорейкового транспорту, який відповідає також і вимогам до залізничного транспорту,  що дозволяє йому рухатися не лише трамвайними коліями всередині міста, а й залізничними на рівні зі звичайними поїздами, що дозволяє створювати транспортні системи, які поєднують переваги як трамваїв, так і поїздів.
Перша система такого типу запрацювала у німецькому місті Карлсруе у 1992 році. Вона використовує двосистемні вагони, які можуть живитися як від трамвайної контактної мережі  (750 В, постійний струм), так і від залізничної (15 кВ, змінний струм).  Найдовші маршрути сягають населених пунктів на відстані близько 100 км від Карлсруе. Система показала себе дуже добре і згодом аналогічні проєкти були реалізовані у десятках інших міст світу.
Вантажний трамвай. Окрім пасажирівських перевезень, трамваї можна використовувати також і для перевезення вантажів всередині міста. Одним з прикладів системи такого типу можна назвати CarGoTram, який працював у німецькому Дрездені з 2001 по 2020 рік та використовувався для доставки комплектуючих на місцевий завод концерну Volkswagen.  Для руху використовувалася та ж інфраструктура, якою рухалися і звичайні пасажирські трамваї.

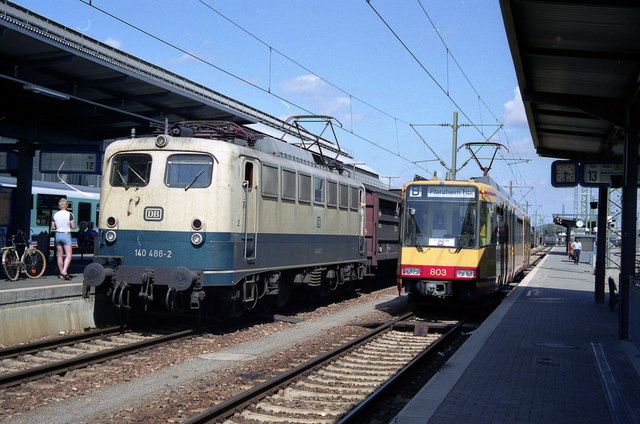
Трамвай-поїзд з міста Карлсруе поряд зі звичайним поїздом на залізничному вокзалі

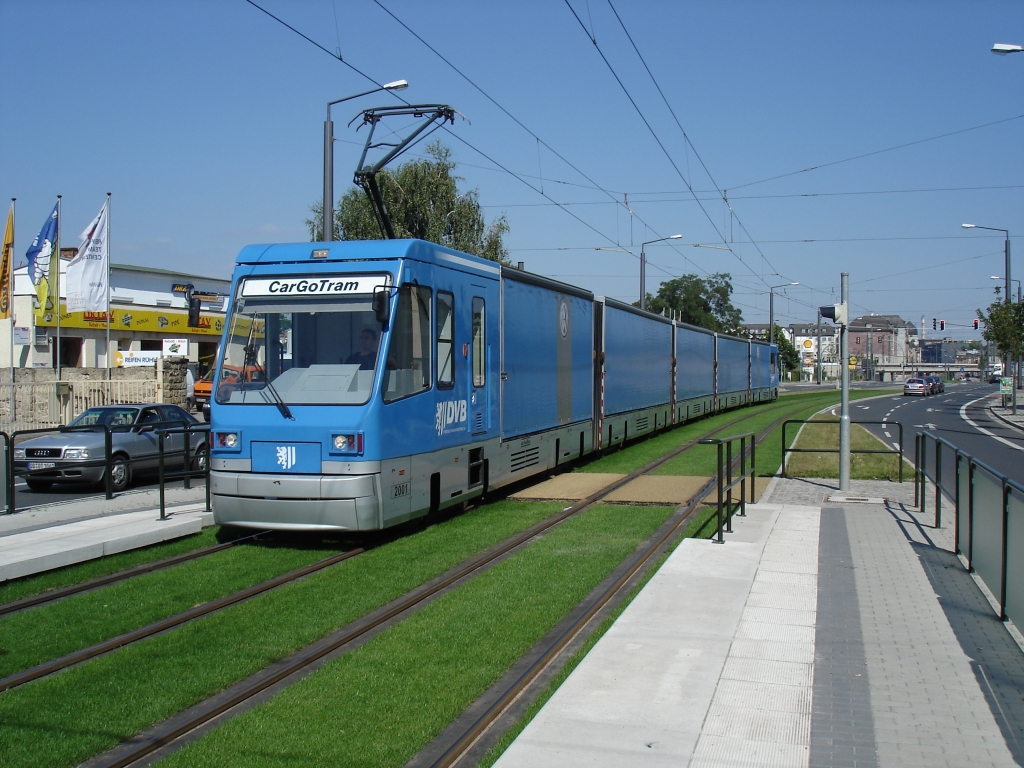
Вантажний трамвай CarGoTram на вулиці міста Дрезден, Німеччина

Транслор - тип громадського транспорту, який працює за принципом трамвая, але рухається на звичайних колесах з гумовими шинами, а сталість траекторії забезпечує центральна рейка, за яку вагон тримається спеціальними металевими колесами.

## Інфраструктура

### Колійне господарство

Панорама правобережної лінії швидкісного трамваю (ж/м Відрадний)

Влаштування і розміщення колії трамвая виконуються виходячи з вимог сумісності з вулицею, з пішохідним й автомобільним рухом, провізної здатності й швидкості сполучення, економічності в спорудженні й експлуатації. Ці вимоги часто вступають у протиріччя одне з одним, тому в кожному окремому випадку вибирається компромісне рішення, що відповідає місцевим умовам.

### Розміщення колії

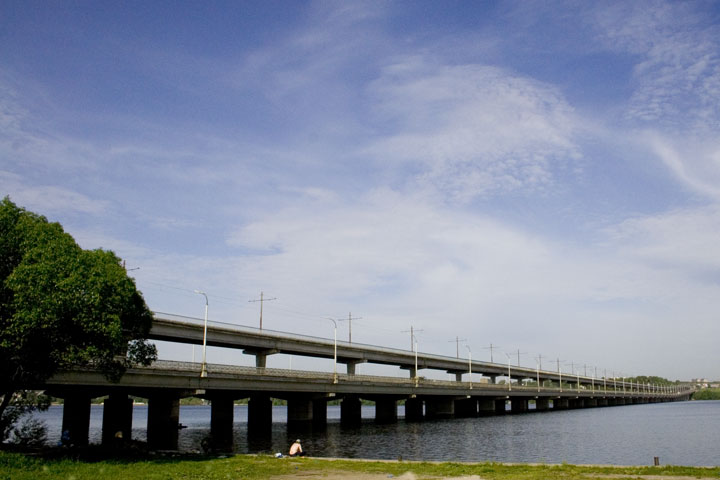
Північний трамвайний міст у Воронежі. Він є двоповерховою триярусною конструкцією. Верхній ярус використовували трамваї, а два нижніх яруси — правий і лівий, служать для проїзду автомобілів. Міст має довжину 1,8 км і проєктувався для пуску у Воронежі швидкісного трамвая

Існує кілька основних варіантів розміщення трамвайної колії:
- Власне (самостійне) полотно: трамвайна лінія проходить окремо від дороги, наприклад, лісом, полем, окремим мостом або естакадою, окремим тунелем.
- Відокремлене полотно: полотно трамвая проходить уздовж дороги, але є відокремленим від проїзної частини.
- Сполучене полотно: полотно не відокремлене від проїзної частини й може використовуватися безрейковими транспортними засобами. Іноді полотно, що фізично є сполученим, вважають відокремленим, якщо на нього адміністративним порядком заборонений в'їзд транспорту, крім громадського. Найчастіше сполучене полотно розташовується по центру вулиці, але іноді розташовується й по краях, біля тротуарів.

### Влаштування колії

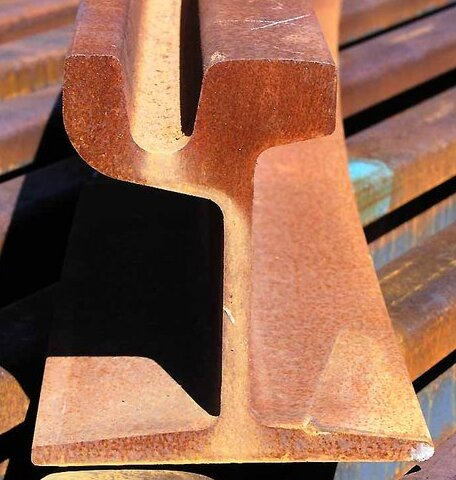
Трамвайна рейка з жолобом і губою (стандарт CEN 62R1)

У різних містах для трамваїв використовують різну ширину колії, найчастіше  — ту ж, що й на звичайній залізниці (в країнах СНД — 1524 мм, у Західній Європі та Північній Америці — 1435 мм). Незвичні для своїх країн трамвайні колії в Ростові-на-Дону — 1435 мм, В Дрездені — 1450 мм, в Лейпцигу — 1458 мм. Бувають і вузькоколійні трамвайні лінії — 1000 мм (наприклад, в Калінінграді, П'ятигорську та Львові) і 1067 мм (в Таллінні).
Для трамвая в різних умовах можуть застосовуватися як звичайні рейки залізничного типу (тільки за відсутності бруківки), так і спеціальні трамвайні (жолобчасті), з жолобом і губкою, що дозволяють утопити рейку в бруківці.
З часу появи трамвая й до сьогодення для трамвайних колій застосовується класична шпальна технологія укладання колії, схожа з укладанням колії на залізниці. Мінімальні технічні вимоги до влаштування й утримання колії менш суворі, ніж на залізниці. Це викликано меншою масою поїздів і навантаженням на вісь. Для укладання трамвайної колії застосовують залізобетонні або дерев'яні шпали. Для зменшення шуму рейки на стиках часто зварюють. Існують також сучасні способи влаштування колії, що дозволяють знизити гучність і вібрації, виключити руйнівний вплив на прилеглу частину бруківки, але їхня вартість значно вища.
Існує проблема хвилеподібного поздовжнього зношування трамвайних рейок, причини виникнення якого однозначно не встановлені. При сильному хвилеподібному зносі вагон, що рухається колією, сильно трясе, він гуркотить, у ньому некомфортно перебувати. Розвиток хвилеподібного зносу припиняється регулярним шліфуванням рейок.

### Стрілки й перетинання
Стрілки на трамваї влаштовані звичайно простіше, ніж залізничні, і за менш строгими технічними нормами. Вони не завжди оснащені замикаючим пристроєм і часто мають тільки одне перо.
Стрілки, котрі трамвай проходить «за шерстю», зазвичай не керовані: трамвай переводить перо, накочуючись на нього колесом. Стрілки, встановлені на роз'їздах і на розворотних трикутниках, зазвичай пружинні: перо віджимається пружиною так, щоб трамвай, що приходить із одноколійної ділянки, йшов на праву (при правобічному русі) колію роз'їзду; трамвай, що виїжджає з роз'їзду, віджимає перо колесом.
Стрілки, прохідні трамваєм «проти шерсті», вимагають керування. Споконвічно стрілки управлялися вручну: на лініях з малим навантаженням — вожатими, на напружених — спеціальними робітниками-стрілочниками. На деяких перехрестях створювалися центральні стрілочні пости, де переводом всіх стрілок перехрестя міг займатися один оператор за допомогою механічних тяг або електричних кіл. На сучасному вітчизняному трамваї переважають автоматичні стрілки, керовані електричним струмом. Нормальне положення такої стрілки, звичайно, відповідає повороту праворуч. На контактній підвісці на підході до стрілки встановлений так званий серієсний контакт. При замиканні ланцюга «соленоїд-контакт-двигун-рейка» включеним двигуном (або спеціальним шунтом) соленоїд переводить стрілку для повороту ліворуч; при проході контакту накатом електричне коло не замикається й стрілка залишається в нормальному положенні. Після проходження стрілки по лівій гілці, трамвай струмоприймачем замикає встановлений на контактній підвісці шунт, і соленоїд переводить стрілку в нормальне положення.
Сьогодні все більшого поширення отримують радіокеровані стрілки й інші конструкції стрілок, що не накладають обмежень на режим руху на під'їзді до стрілки.
Проходження стрілки або хрестовини трамваєм вимагає помітного зниження швидкості, аж до 5 км/год (регулюється правилами трамвайних господарств).
Там, де почерговий рух трамваїв влаштовується для подолання вузькостей на невеликій відстані (наприклад, при проїзді вузьким та коротким мостом, під аркою або шляхопроводом, на ділянці звуження вулиці історичного центра міста), замість стрілок можуть застосовуватися сплетення колій. Крім того, іноді сплетення колій влаштовують на під'їзді до перехресть, де розходяться кілька напрямків: протишерстна стрілка встановлюється «завчасно», на виїзді з найближчої зупинки, де швидкість руху низька сама собою, і в такий спосіб можна уникнути спеціального зниження швидкості при проходженні стрілки на самому перехресті.

### Пасажирська інфраструктура

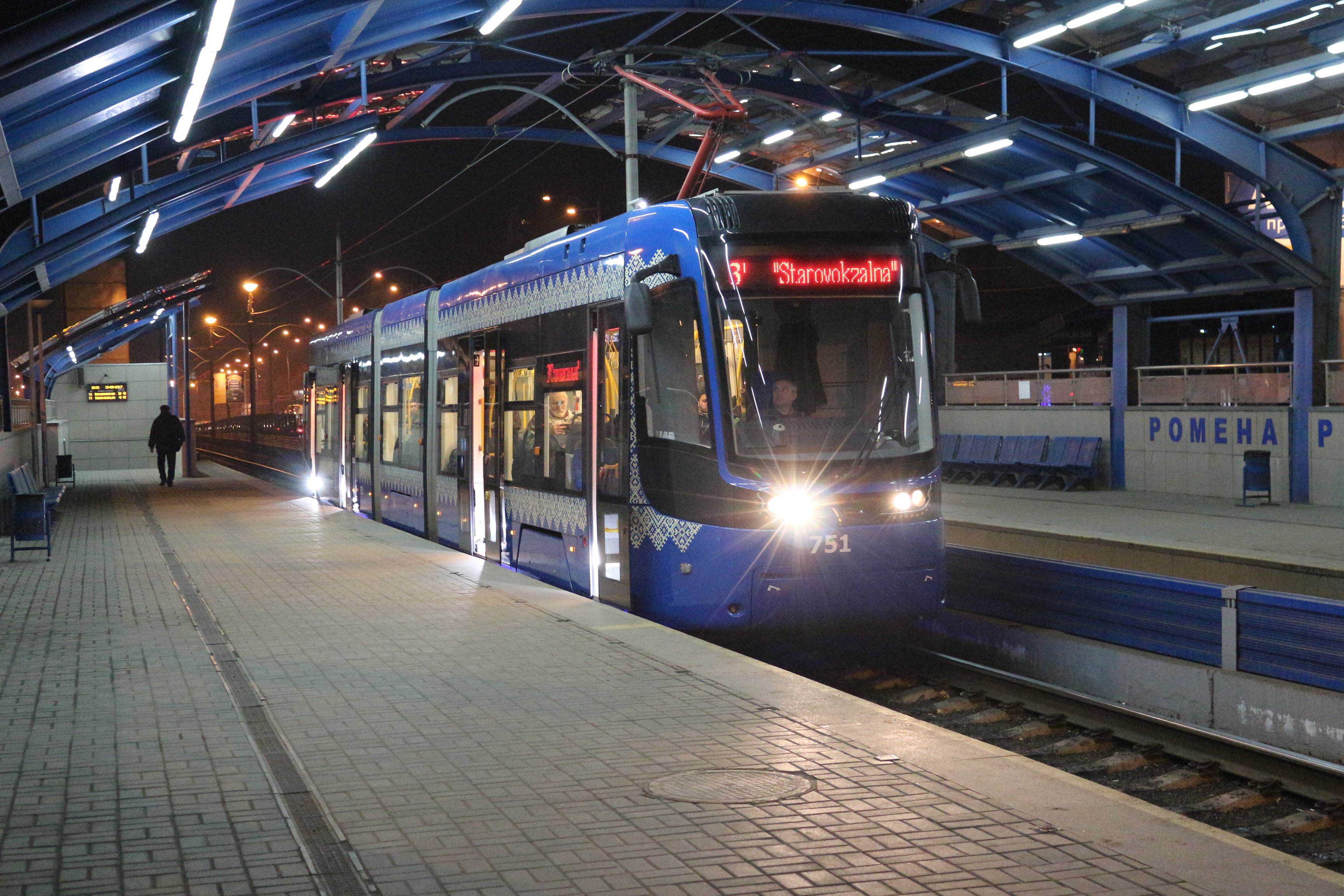
Ромена Роллана (станція швидкісного трамвая)

Посадка й висадження пасажирів відбувається на трамвайних зупинках. Облаштування зупинок залежить від типу полотна. Зупинки на власному або відособленому полотні, як правило, забезпечуються брукованими пасажирськими платформами висотою під трамвайну підніжку, обладнаними пішохідними переходами через трамвайні шляхи. Зупинки на сполученому полотні, як правило, фізично не виділяються, пасажири чекають на трамвай на тротуарі й при вході/виході з трамвая перетинають проїзну частину (водії безрейкових транспортних засобів зобов'язані в цьому випадку їх пропускати).
Зупинки позначаються табличкою з номерами маршрутів трамвая, іноді з розкладом руху або вказівкою інтервалів, часто вони також обладнуються павільйоном для очікування.
Окремим випадком є ділянки трамвайних ліній, що прокладають під землею. На таких ділянках будуються підземні станції, облаштовані подібно станціям метрополітену.

### Організація руху

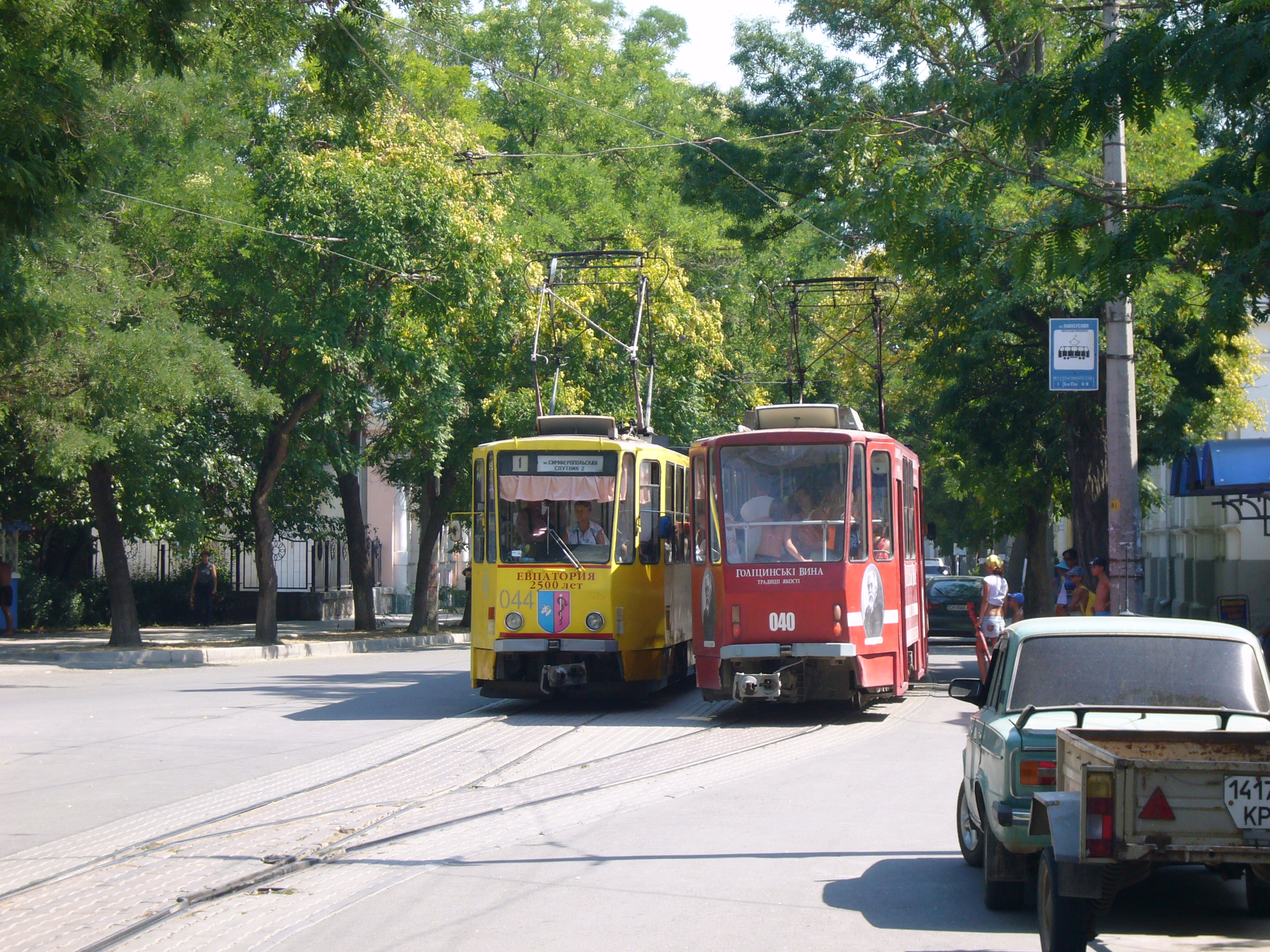
Роз'їзд трамваїв у Євпаторії (одноколійна система)

В основному для руху трамвая прокладаються два зустрічних шляхи, але зустрічаються й одноколійні ділянки й навіть цілі одноколійні системи з роз'їздами (наприклад, в Євпаторії).
Кінцеві пункти ліній трамвая бувають як у вигляді кільця (найпоширеніший варіант), а також у вигляді трикутника (коли вагон задкує). У деяких містах використовуються двосторонні трамваї, здатні обертатися в тупиках ліній.
Часто кінцеві пункти трамвайних ліній, виконані у вигляді кільця, мають по декілька колій, що уможливлює обгін поїздів різних маршрутів (для відправлення за розкладом), відстій частини вагонів у денний міжпіковий період, зберігання резервних поїздів (на випадки збоїв у русі й підмін), відстій несправних поїздів до евакуації в депо, відстій поїздів під час обідів бригад. Кінцеві, що мають колійний розвиток, диспетчерський пункт і їдальню для вожатих і кондукторів, називаються трамвайними станціями.

### Депо
Зберігання, ремонт і технічне обслуговування рухомого складу виконується в трамвайних депо (трамвайних парках).

### Гейти
Гейти (від англ. gate: брама) — це місця з'єднання трамвайної та залізничної мереж. Гейти використовуються, переважно, для того, щоб трамваї, привезені залізничними платформами, вивантажити на трамвайні колії (при цьому залізничні рейки можуть безпосередньо переходити в трамвайні при відповідності ширини колії).
У системах «трамвай-поїзд» (див. нижче) гейти використовуються для виходу трамваїв на залізничну мережу. У деяких трамвайних господарствах є можливість виходу вагонів залізниці на трамвайну мережу.

## Контактні мережі

### Повітряна мережа

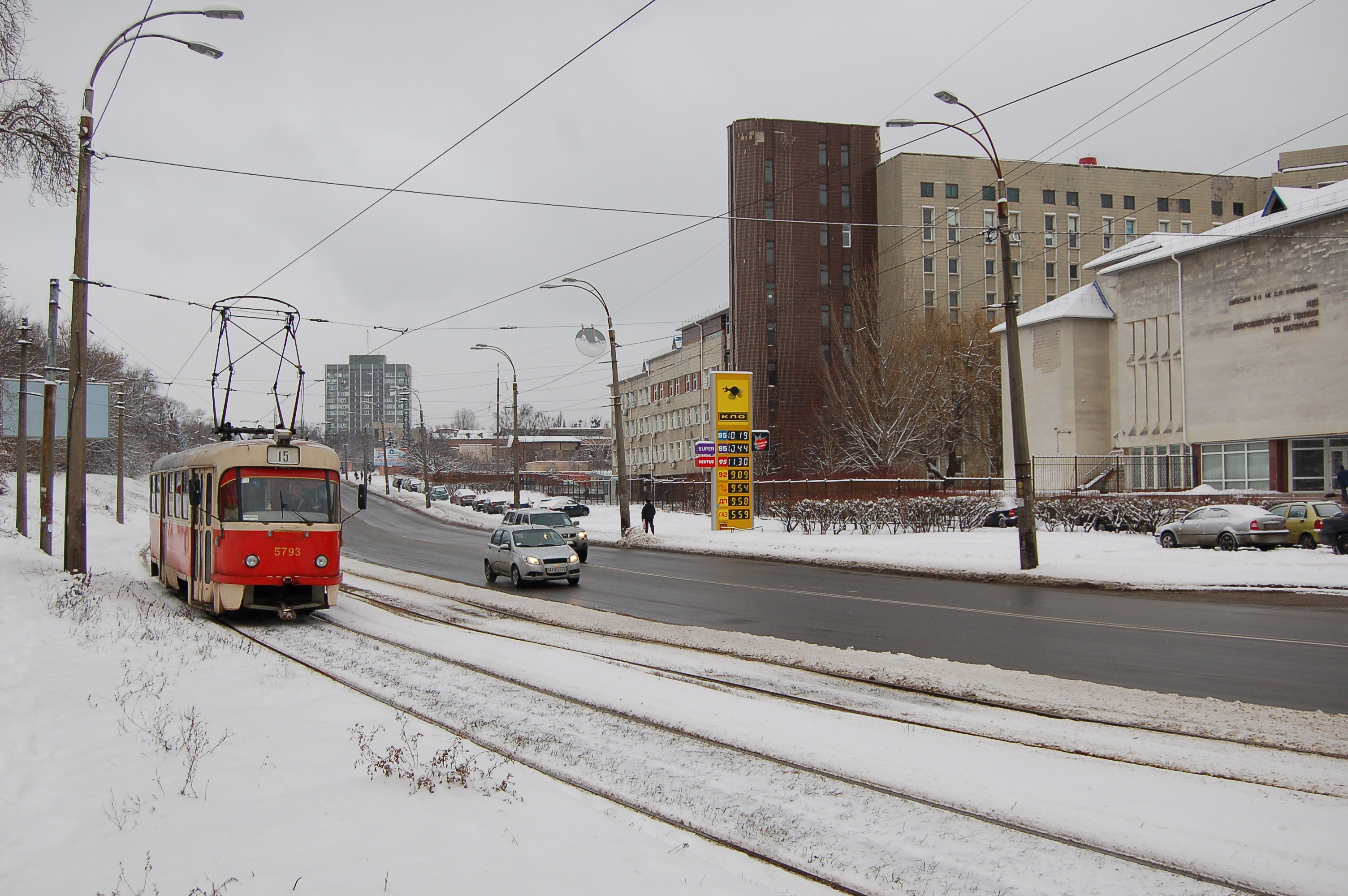
Tatra T3 в Києві на вул. Миколи Василенка

Трамвай споживає постійний електричний струм (напруга 750 чи 550 В) через розташований на даху вагона струмоприймач — звичайно це пантограф, однак у деяких господарствах використовуються бугельні струмоприймачі («дуги») і штанги. Історично в Європі частіше зустрічалися бугелі, а в Північній Америці й Австралії — штанги (про причини див. розділ «історія»).
Підвіска контактного дроту трамвая зазвичай влаштована простіше, ніж на залізниці. Для використання штанг потрібний пристрій повітряних стрілок, подібний тролейбусним. У деяких містах, де застосовується штангове струмознімання (наприклад, Сан-Франциско), на ділянках спільного пролягання трамвайних і тролейбусних ліній один з контактних проводів використовується одночасно і трамваєм, і тролейбусом.
Існують спеціальні конструкції для перетинання повітряних контактних мереж трамвая і тролейбуса. Перетинання трамвайних ліній з електрифікованими залізницями не допускається через різницю напруги і висоти підвіски контактних мереж.
Зазвичай для відводу зворотного тягового струму використаються рейкові кола. У випадку поганого стану колії зворотний тяговий струм іде через землю. «Блукаючі струми» прискорюють корозію металевих підземних конструкцій водопроводу й каналізації, телефонних мереж, арматури фундаментів будинків, металевих й армованих конструкцій мостів.
Для подолання цього недоліку в деяких містах (наприклад, в Гавані) використовувалася система струмоприймання за допомогою двох штанг (на кшталт тролейбусу).

### Рейкова мережа
На найперших трамваях використовувалася третя, контактна рейка, однак від неї незабаром відмовилися: під час дощу нерідко виникали короткі замикання, контакт між третьою рейкою й повзуном-струмоприймачем порушувався через опале листя та інший бруд, нарешті, така система була небезпечна при напрузі вищій від 100—150 вольт (незабаром з'ясувалося, що така напруга була недостатньою).
Іноді, насамперед з естетичних міркувань, використовувався поліпшений варіант системи з контактними рейками. У такій системі дві контактних рейки (звичайні рейки вже не використовувалися як частина електричної мережі) розташовувалися в спеціальному жолобі між ходовими рейками, що виключало небезпеку електрошοку для пішоходів. У США контактні рейки розташовувалися на глибині 45 см від рівня вулиці й в 30 см одна від одної. Системи з поглибленими контактними рейками існували в Вашингтоні, Лондоні, Нью-Йорку (тільки на Мангеттені) й Парижі. Однак через дорожнечу прокладки контактних рейок у всіх містах, за винятком Вашингтона й Парижа, система струмоприймання була гібридною — у центрі застосовувалася третя рейка, а за його межами — контактна мережа.
Хоча класичні системи з живленням від контактних рейок ніде не збереглися, до подібних систем і зараз проявляють інтерес. Так, при будівництві трамвая в Бордо (відкритий в 2003 році) був створений сучасний, безпечний варіант системи. В історичному центрі міста трамвай одержує електрику від розташованої на рівні вулиці третьої рейки. Третя рейка розділена на восьмиметрові секції, ізольовані одна від одної. Завдяки електроніці під напругою перебуває тільки та секція третьої рейки, над якою в цей момент проїжджає трамвай. Однак під час експлуатації в цій системі виявилося багато недоліків, насамперед пов'язаних з дією дощової води. У зв'язку з цими проблемами на одній з ділянок довжиною в кілометр третю рейку замінили контактною мережею (загальна довжина трамвайної мережі Бордоіль — 21,3 км, з них 12 км — із третьою рейкою). До того ж, система виявилася досить дорогою. Будівництво кілометра трамвайної лінії із третьою рейкою коштує приблизно втричі дорожче кілометра з контактною мережею.

## Рух трамваїв

### Трамвай і правила руху

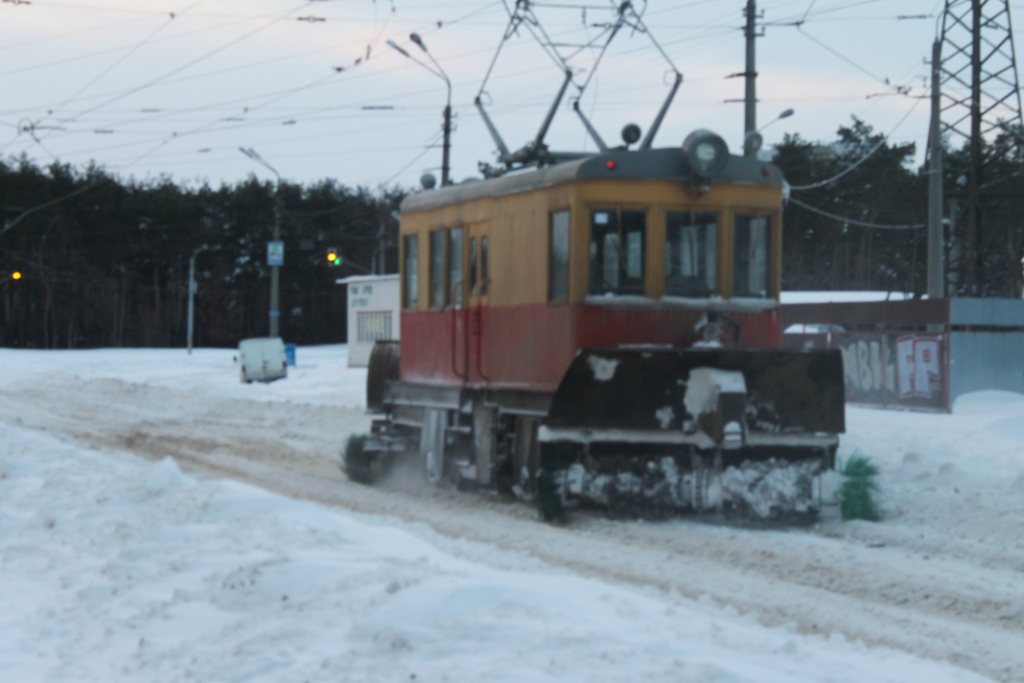
Снігоприбиральний трамвай на вул. Миропільській, Київ, 24 березня 2013

При проходженні міськими вулицями трамвай є учасником вуличного руху й дотримується вимог Правил дорожнього руху. Згідно з «конвенцією про дорожній рух» 1968 р. (з подальшими виправленнями), учасником якої є й Україна, трамвай у багатьох ситуаціях має пріоритет перед безрейковими транспортними засобами. Для трамваїв (і, можливо, іншого громадського транспорту) можуть передбачатися спеціальні світлофори, що працюють узгоджено зі світлофорами для іншого транспорту й пішоходів. При відсутності таких світлофорів на трамваї поширюється дія звичайних світлофорів.
Самостійне або відособлене полотно трамвая прирівнюється Конвенцією до залізниці. На трамваї, що рухаються таким полотном, зазвичай не поширюються дорожні знаки й сигнали світлофорів, крім установлених спеціально для трамвая. Перетини з таким трамвайним полотном нерідко оснащені спеціальними світлофорами, подібними до тих, що встановлюються на залізничних переїздах і перекривають рух транспорту (або пішоходів) при наближенні трамвая, або навіть шлагбаумами.
Іноді на трамваї встановлюються автоматичні системи розмежування поїздів і керування швидкістю за типом метрополітену або залізниці, як правило, в тунелях або в інших місцях, де пряма видимість недостатня для підтримки безпечної дистанції на необхідній швидкості.
Трамваї в сучасних системах «трамвай-поїзд» обладнуються залізничними системами сигналізації й автостопами в обов'язковому порядку, під час руху залізницею підкорюються залізничним правилам і системам керування рухом.

### Графік і розклади

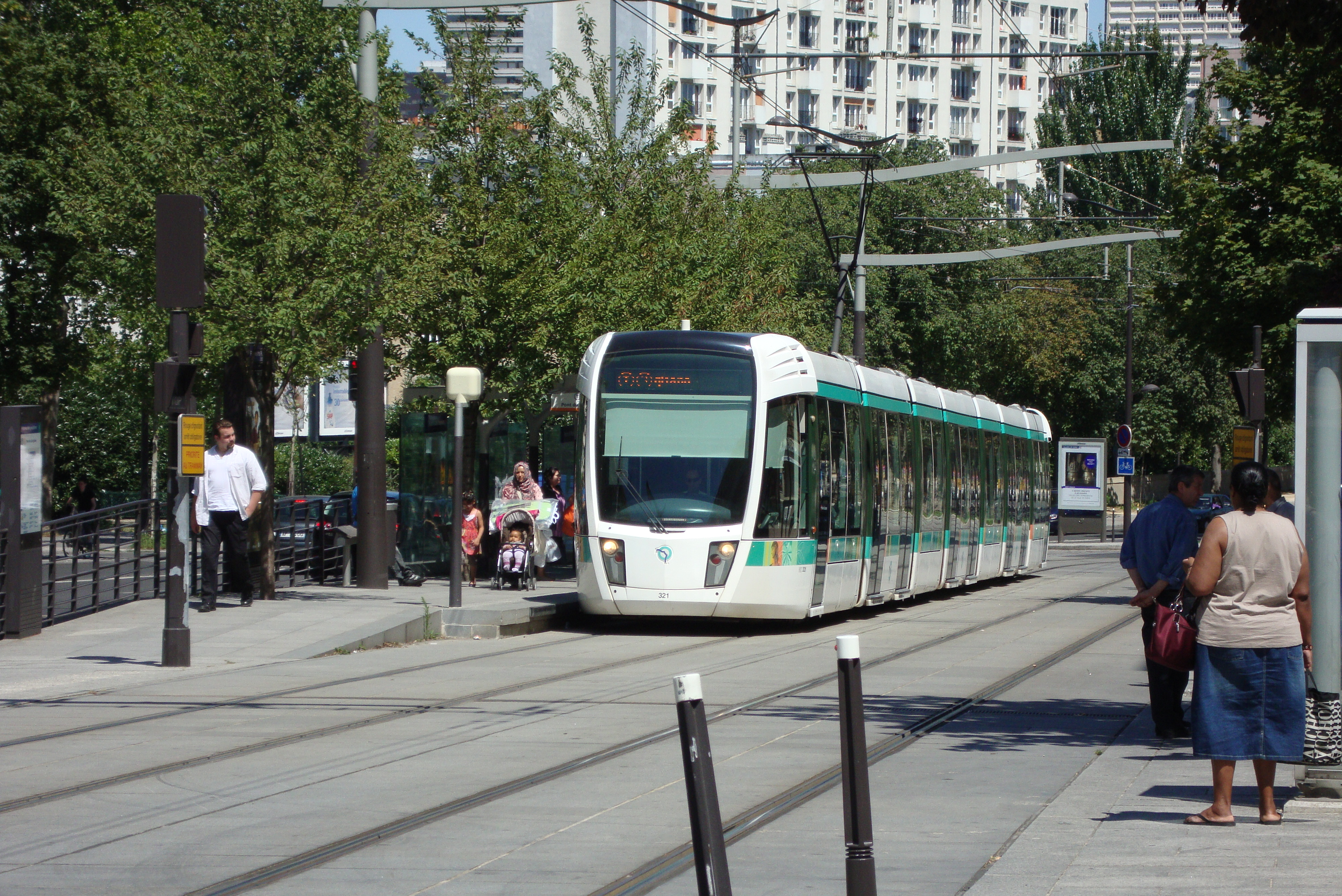
Трамвай у Парижі на лінії 3

Рух трамваїв регламентується графіком. Основні вихідні дані для складання графіку — час обороту поїзда на маршруті й кількість поїздів на маршруті. В умовах прикріплення вожатих (і кондукторів) до поїздів необхідно також враховувати гранично припустиму тривалість робочого дня й строки обідів. Для одноколійних ліній враховується розташування по лінії роз'їздів і підбирається час їхнього проходження зустрічними поїздами.
Розподіл наявного вагонного парку маршрутами залежить від пасажиропотоків. Час обороту поїзда маршрутом залежить від довжини маршруту, частоти розташування зупинок, кількості перетинів із потоками транспорту й пішоходів (у тому числі й обладнаних світлофорами), обмежень швидкості на лінії, стану колії й рухомого складу, ускладнення руху на вулицях й інших факторах; визначають його дослідним шляхом. До часу обороту включається час (кілька хвилин) для відпочинку вожатого.
В Україні поширена практика графіків, що «тягнуться», тобто графіків, складених з песимістичними оцінками часу руху в припущенні можливих заторів. У результаті трамваї рухаються дуже повільно навіть тоді, коли заторів немає.
На основі загального графіка складаються розклади для кожного окремого поїзда (поїзний розклад) і іноді для кожної окремої зупинки (стовповий розклад). У поїзних графіках звичайно вказують не всі зупинки, а кілька ключових пунктів маршруту.
Останнім часом популярний метод складання графіків, називаний тактовим графіком. Тактовим називають графік, у якому інтервал є точним дільником години (звичайно 10, 15, 20 або 30 хвилин, іноді 1 година). Розклад проходження трамваєм будь-якої зупинки в такому разі повторюється щогодини й легко запам'ятовується, що підвищує привабливість трамвая для постійних пасажирів навіть при нечастому русі.
Водії трамвая відповідальні за виконання розкладу. Відповідно до правил технічної експлуатації (ПТЕ) трамвая, регулярним вважається такий рух, що виконується відповідно до розкладу або відхиленням від нього:
+2 хв (запізнення) або −1 хв (нагін) на маршрутах, де інтервал між вагонами (поїздами) більше 3 хвилин;
±1 хв — на маршрутах з інтервалом менше 3 хвилин.
Відслідковують виконання графіка й регулярність руху диспетчери. У випадках вимушеного припинення руху на якій-небудь ділянці або збоїв, диспетчери оперативно коректують графік, перерозподіляють рухомий склад, забезпечують випуск на лінію резервних трамваїв або автобусів, котрі підмінюють їх.
Розрахункова швидкість сполучення трамвая зазвичай перебуває в межах від 14 до 20 км/год. Трамвайні системи з комерційною швидкістю 24 км/год і вище в ДБНах названі «швидкісними».

## Переваги та недоліки

### Переваги

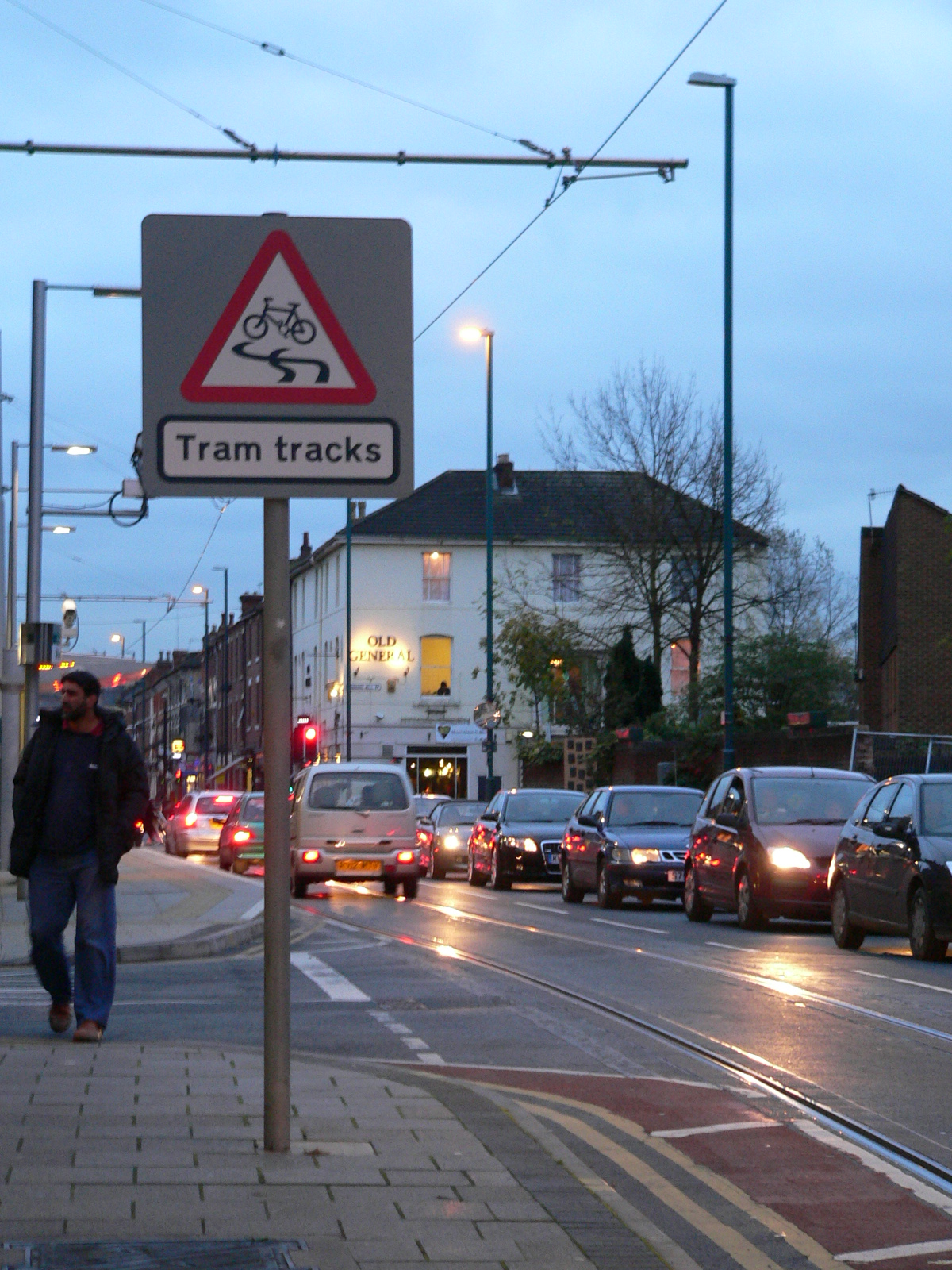
«Обережно, трамвайні рейки!» — дорожній знак для велосипедистів

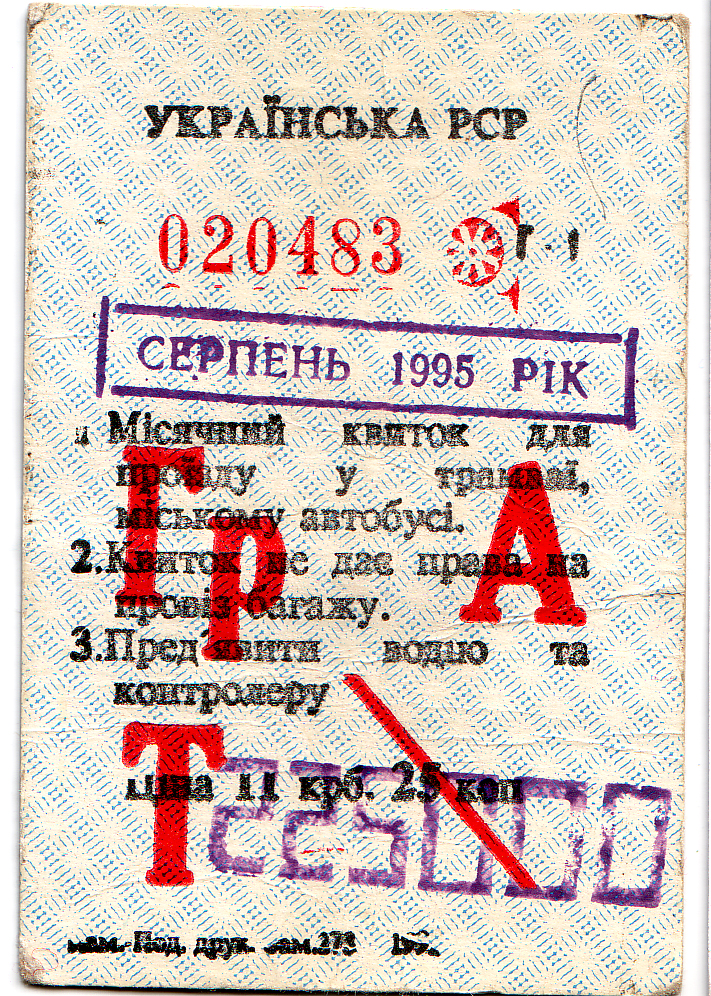
Місячний проїзний квиток в трамваї та тролейбусі 1995 року

- Найвища провізна здатність серед вуличного транспорту
- Будівництво та обслуговування значно дешевше за метро, а провізна здатність може бути близькою до нього.
- Можливість облаштування стабільного повністю безбар'єрного входу всередину рухомого складу, який не залежить від людського фактору.
- При досить великому пасажиропотоці експлуатація трамвая обходиться дешевше, ніж експлуатація автобусу чи тролейбуса.
- Сталий габарит та траєкторія руху.
- Потребує менше місця на вулиці.
- Екологічність. На відміну від автобусів, трамваї не забруднюють повітря продуктами згоряння.
- Нижчий рівень шуму, ніж в автобусів (при якісному виконанні рейок)
- Можливість масштабування вагонів. При зростанні пасажиропотоку можна випустити на маршрут довші вагони чи об`єднати їх у системи та збільшити провізну здатність системи при тій самій кількості водіїв
- Безпека. Менша кількість дтп на мільйон перевезених пасажирів, ніж в автобусів та приватних авто.
- Висока витривалість рухомого складу. Трамваї відрізняються набагато більшим терміном служби. Якщо автобус рідко служить довше десяти років, то трамвай може експлуатуватися 30-40 років, а за умови регулярних модернізацій навіть у такому віці трамвай буде задовольняти вимоги комфорту. Так, у Бельгії поряд із сучасними низькопідлоговими успішно експлуатуються трамваї PCC, випущені в 1971—1974 роках.
- Висока енергоефективність. За рахунок меншого опору коченню трамвай витрачає значно менше енергії на перевезення кожного пасажира, ніж автобус чи тролейбус.
- На відміну від тролейбусів, трамваї цілком електробезпечні.
- Трамвайна лінія природно відокремлюється при відсутності дорожнього покриття, що важливо в умовах низької водійської культури. Але навіть в умовах високої водійської культури й при наявності дорожнього покриття трамвайна лінія краще помітна, що допомагає водіям тримати виділену смугу для суспільного транспорту вільною. Крім того, поведінка трамвая на вулиці повністю очікувана, тому це сприяє безпеці руху.
- Зрозумілість для орієнтування пасажирів.
- Трамваї добре вписуються в міське середовище різних міст, у тому числі в середовище міст зі сформованим історичним виглядом. Різні системи на естакадах, наприклад Монорейкова дорога з архітектурно-містобудівної точки зору добре підходять тільки для сучасних міст.
- Прокладання трамвайної лінії є сигналом уваги міської влади до розвитку району та може стимулювати розвиток прилеглих кварталів та зростання бізнес-активності.

### Недоліки
- Побудова трамвайної лінії дорожча за автобусну чи тролейбусну та вимагає капітальних будівельних робіт.
- Якісна робота трамвая потребує великого обсягу супутньої роботи та наявності кваліфікованих робітників, які будуть її виконувати.
- Маневреність. Трамвай не може об'їхати перешкоду. ДТП на колії може зупинити рух, але цю проблему можна мінімізувати за рахунок максимального відокремлення трамвайних колій від потоків авто та влаштування смуг громадського транспорту. Також мінімальний радіус повороту обмежує місця, де трамвай може проїхати. У випадку несправності трамвая його, як правило, виштовхує в депо або на резервну колію наступний за ним склад, що, у підсумку, призводить до сходу з лінії одразу двох одиниць рухомого складу. Трамвайна мережа відрізняється порівняно низькою гнучкістю (що, однак, може бути компенсовано розгалуженістю мережі, що допускає об'їзд перешкод).
- Прокладання трамвайних колій потребує якісного попереднього планування, оскільки ціна можливих помилок буде досить високою.
- Залежність від електропостачання.
- Перетин трамвайних колій може бути небезпечними для велосипедистів та мотоциклістів, особливо під час дощу чи снігопадів.
- Згідно українських будівельних норм трамвайні колії не можуть перетинатися у одному рівні з залізничними (у т.ч. службовими та неелектрифікованими), що вимагає у таких випадках побудови шляхопроводів над залізницею.
- Трамвайне господарство вимагає, постійного обслуговування й дуже чутливе до його відсутності. Відновлення занедбаного господарства обходиться дуже дорого.
- Гальмівний шлях трамвая помітно більший за гальмівний шлях автомобіля, що робить трамвай небезпечнішим учасником дорожнього руху.
- При поганому утриманні колії Спричинені трамваєм вібрації ґрунту можуть створювати акустичний дискомфорт для мешканців навколишніх будинків і призводити до ушкодження їхніх фундаментів. При регулярному обслуговуванні колії (шліфування для усунення хвилеподібного зносу) і рухомого складу (обточування колісних пар) вібрації можуть бути сильно зменшені, а при застосуванні вдосконалених технологій укладання колій — зведені до мінімуму.
- При поганому утриманні колії зворотний тяговий струм може йти в землю. «Блукаючі струми» підсилюють корозію прилеглих підземних металевих споруджень (оболонок кабелів, труб каналізації й водопроводу, арматури фундаментів будинків).

## Цікаві факти
- Найстаріші трамвайні вагони, які все ще використовуються в нормальній експлуатації — вагони № 1 й 2 трамваї острова Мен (Manx Electric Railway). Вони були побудовані в 1893 році й працюють на заміській лінії Douglas en Ramsey завдовжки 28,5 км.[5]

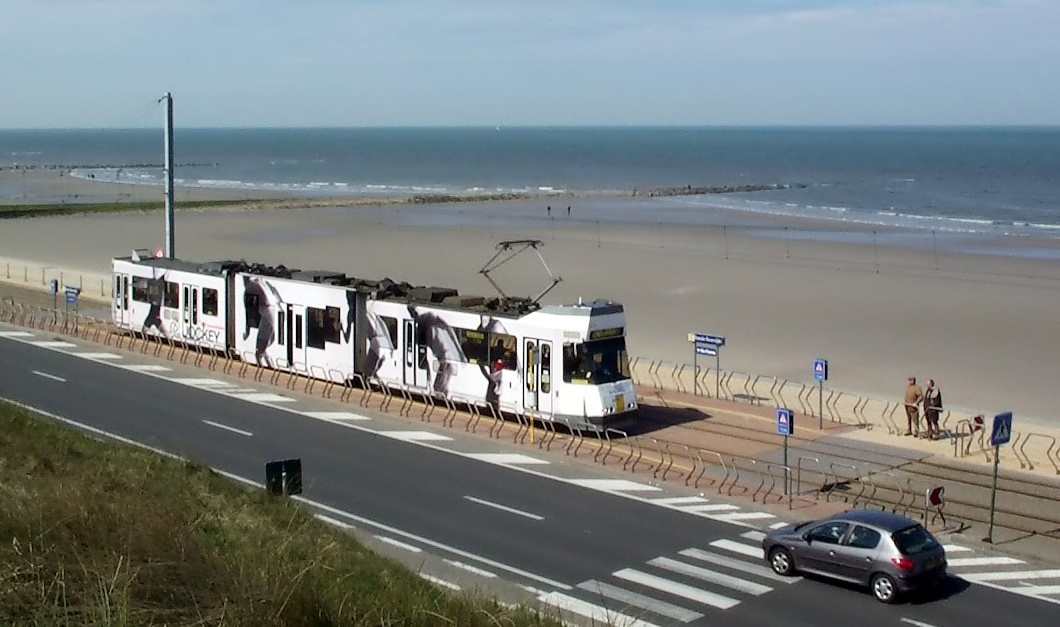
Береговий трамвай вздовж бельгійського узбережжя Північного моря

- Найдовшу поїздку на трамваї можна здійснити в Німеччині, проїхавши з Крефельда (нім. Krefeld), вірніше його передмістя St Tönis, у Віттені (нім. Witten). Довжина поїздки складе 105,5 км, на подолання цієї відстані піде приблизно п'ять з половиною годин, при цьому доведеться вісім разів пересідати[5]
- Найдовший трамвайний маршрут без пересадок — Береговий трамвай (нід. Kusttram) знаходиться у Бельгії. На цій лінії завдовжки 67 км є 60 зупинок. Також існує лінія, що використовує як трамвайні, так і залізничні колії, з Ойтінґена-ім-Ґой до Ерингена через Фройденштадт, Карлсруе й Гайльбронн завдовжки 215 км. Найдовші внутрішньоміські маршрути — зустрічні кільцеві маршрути в Казані, що мають довжину 32 км, 46 зупинок, час проїзду 2 години 10 хвилин.
- Найдовшими у світі трамвайними вагонами є CAF Urbos 3, які працюють у Будапешті - вони складаються з 9 секцій, а їхня довжина сягає 56 метрів.
- Найпівнічніша трамвайна система у світі розташована в Тронгеймі.

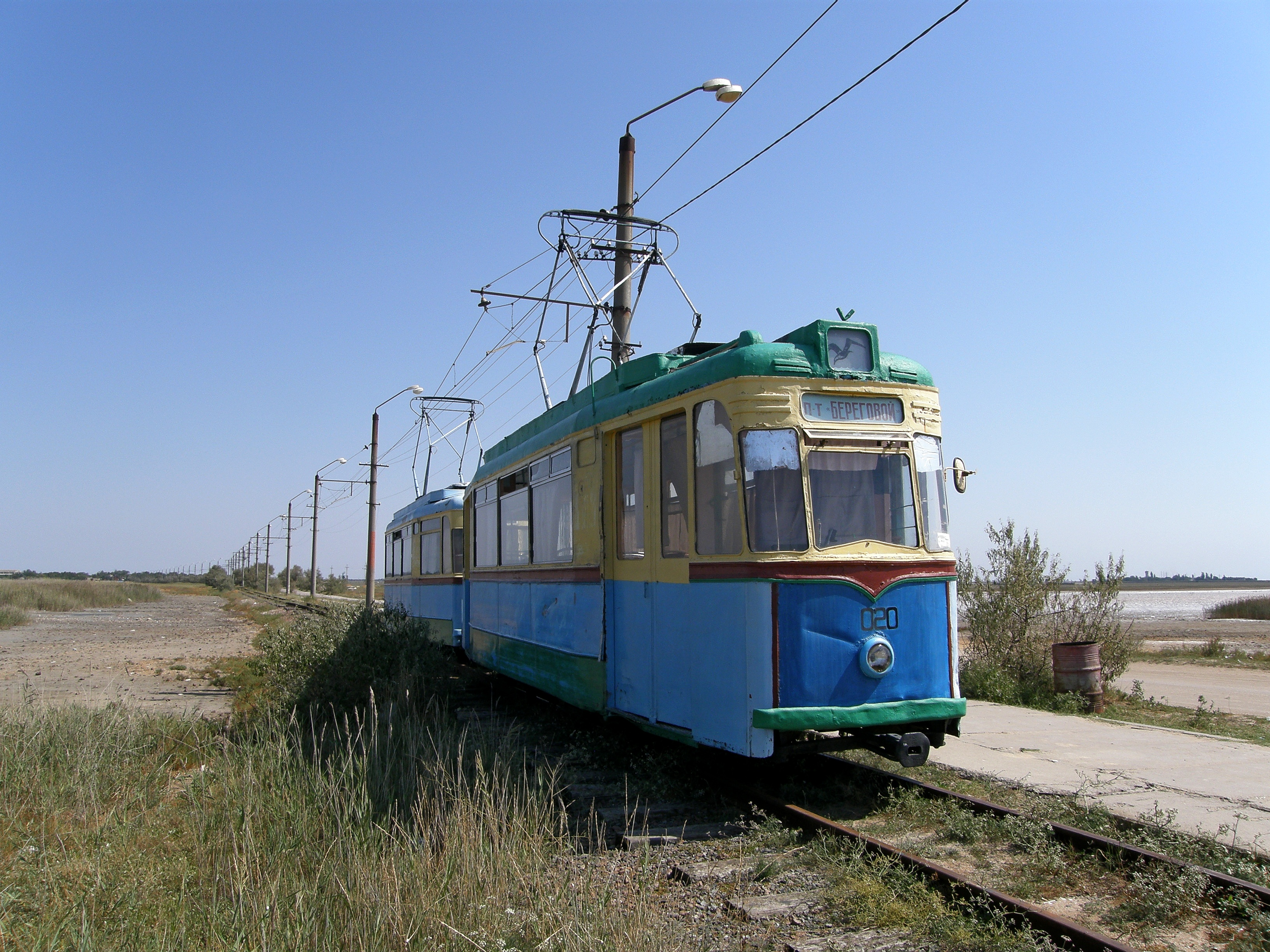
Трамвай у селищі Молочне, Gotha T57 (№ 020)

- Трамвай у селищі Молочне Автономна республіка Крим  — найменша трамвайна система у світі.
- Швидкісний трамвай часто застосовують як заміну метро (бо за кількістю перевезення пасажирів може конкурувати з метро(але потрібно зробити перевагу трамваю над приватним транспортом), швидкісний трамвай значно дешевший при побудові)
- У німецькому місті Потсдам планують запустити безпілотні трамваї. Проєкт розроблений корпорацією Siemens і уже проходить активні тестування, зокрема і на вулицях міста. Трамвай Siemens Combo оснащений камерами, датчиками, лідарами та системою Tram Assistant, завдяки чому транспортний засіб здатен аналізувати шлях на 100 м вперед. З таким оснащенням трамвай може зупинись на швидкості 50 км/год. Автономний трамвай є безпечним для пасажирів, адже не може рушати з місця чи навіть зачиняти двері, доки усі охочі не вийдуть (або зайдуть всередину). Для повноцінного запуску таких трамваїв потрібна їхня повна взаємодія з дорожньою інфраструктурою (світлофорами) та безпілотними авто, тож розробники досі тестують розробку, при цьому не зупиняючи роботу рух на дорогах.[6]